# Batalla de Fort Stedman

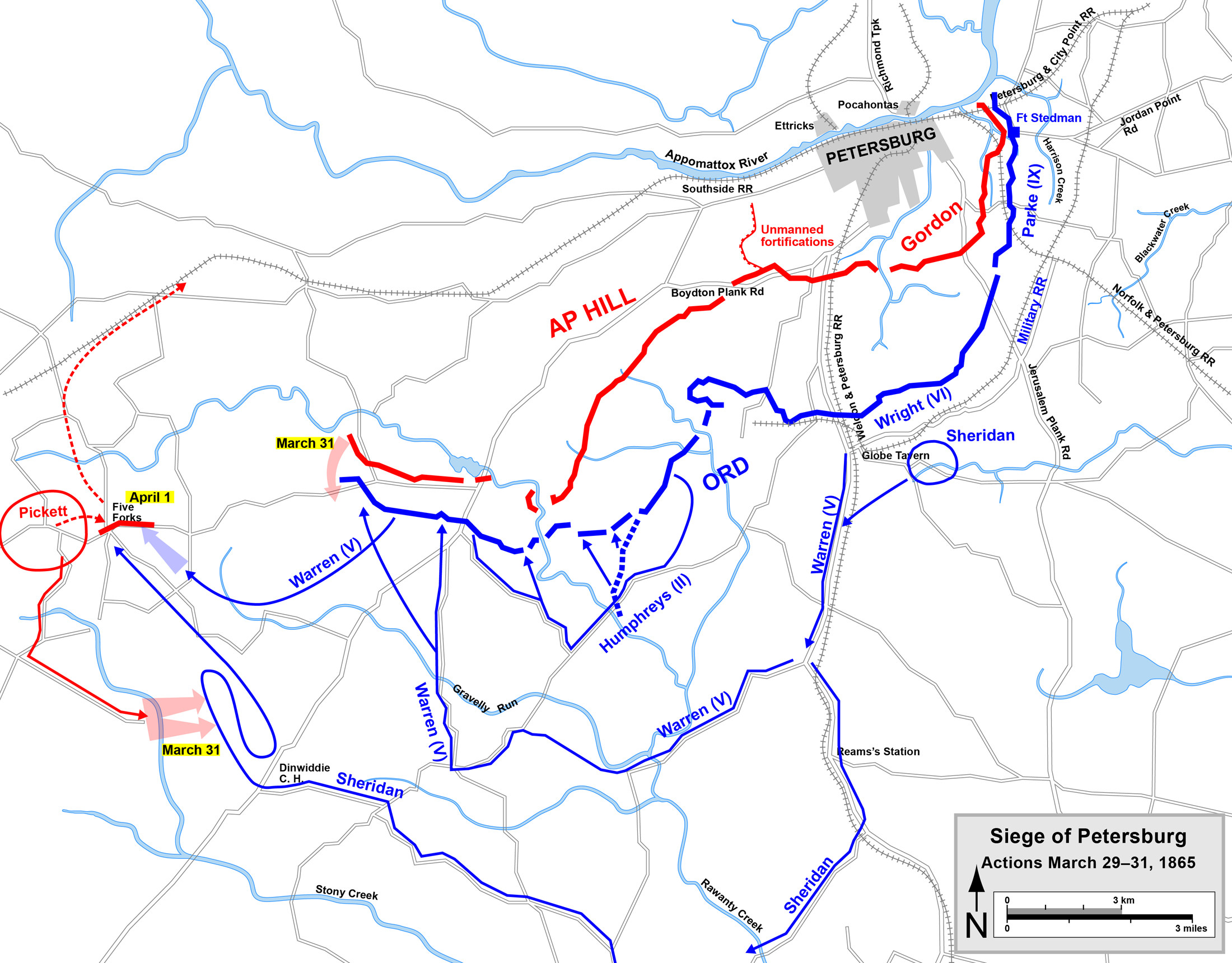
Asedio de Petersburg (29-31 de marzo de 1865) y Fort Stedman
Confederación
Unión

La batalla de Fort Stedman, también conocida como la batalla de Hare's Hill, se libró el 25 de marzo de 1865 durante las últimas semanas de la guerra civil estadounidense. El fuerte del Ejército de la Unión en las líneas de asedio alrededor de Petersburg, Virginia, fue atacada en un asalto confederado previo al amanecer por tropas dirigidas por el Mayor General John Brown Gordon.
El ataque fue el último intento serio de las tropas confederadas para romper el asedio de Petersburg. Después de un éxito inicial, los hombres de Gordon fueron expulsados por las tropas de la Unión del IX Cuerpo al mando del mayor general John G. Parke.

## Preludio
En marzo de 1865, el general Robert E. Lee fue consciente de que la confederación ya estaba al borde de la derrota. Por un lado Sherman había alcanzado el mar con su campaña partiendo así la Confederación en tres partes y por otro lado Sheridan había derrotado a los confederados en el Valle de Shenandoah incrementando así la presión de la Unión sobre Petersburg. A esto se sumó el compromiso del presidente Jefferson Davis de continuar aun así la guerra y la acumulación continua de tropas de la Unión en Petersburg por parte del general Grant.
Por ello, en un último intento desesperado de revertir la situación, Lee hizo que el general Gordon formulara un plan que, por lo menos, permitiría al Ejército de Virginia del Norte retirarse de Petersburg sin molestias y tal vez le daría la oportunidad de vincularse con el ejército confederado en Carolina del Norte. La idea era un ataque sorpresa que obligaría al general Ulysses S. Grant a acortar sus líneas o incluso a retrasar sus líneas, permitiendo un retiro limpio para Lee.
Gordon desarrolló un ataque sorpresa antes del amanecer en un fuerte de la Unión, Fort Stedman. Era uno de los lugares más cercanos en la línea, había menos obstrucciones de madera y más allá un depósito de suministros en el ferrocarril militar de los EE. UU, que estaba a menos de una milla detrás de él. Lee aprobó el plan el 23 de marzo de 1865.

## La batalla
Planificado y dirigido por Gordon, el asalto empezó al amanecer a las 4 y a las 4 y media media del 25 de marzo se ejecutó. Al principio el asalto fue un claro éxito. Sus tropas consiguieron superar a las guarniciones de Fort Stedman y las baterías 10, 11 y 12. De esa manera crearon una brecha de casi una milla. Sin embargo la ofensiva rápidamente fue después detenida a causa de la existencia de tropas no previstas y por fallos en la planificación, que les llevó luego a que actuasen equivocadamente. De esa manera los confederados no pudieron ampliar la brecha con la toma de la batería 9 en el norte y de Fort Haskell en el sur y fueron sometidos por ello luego a un fuego cruzado mortal y a los contraataques liderados por el IX Cuerpo del Mayor General John G. Parke.
Esos contraataques contuvieron la brecha y prepararon el terreno para retomar Fort Stedman. Cuando la Unión lanzó luego el asalto con esas tropas a las 8 menos cuarto para retomar Fort Steadman, Lee y Gordon ya se habían dado cuenta de que la ofensiva había fallado y ya habían dado por ello la orden de retirada. Así, a las 9 de la mañana, todo había acabado. El IX Cuerpo pudo tomar el fuerte y capturar a más de 1.900 de los atacantes, que, sabiendo que no podían retirarse a las líneas confederadas bajo estas circunstancias, optaron por rendirse.

## Consecuencias
La batalla de Fort Stedman fue un golpe devastador para el ejército de Lee y también fue su última ofensiva. No tuvo impacto en las líneas de la Unión, ni tampoco en los planes de Grant de continuar con su campaña como tenía planeado. De hecho, el contraataque de la Unión más adelante produjo mejores resultados. El terreno ganado allí permitió a la Unión lanzar uno de sus ataques de ruptura el 2 de abril de 1865, lo que llevó al fin de la campaña de Petersburg y a la posterior rendición de Lee.